# Nicolas Wernimont
Nicolas Wernimont, né le 5 avril 2000, est un coureur cycliste belge, spécialiste de la piste.

## Biographie
En 2014 et 2015, Nicolas Wernimont est sextuple champion de Belgique sur piste, chez les débutants. 

## Palmarès sur piste

### Championnats d'Europe
| Édition / Épreuve     | Américaine                      |
| Anadia 2017 (juniors) | Or (avec Fabio Van den Bossche) |
| Aigle 2018 (juniors)  | Or (avec Fabio Van den Bossche) |

### Championnats de Belgique
- 2014
  -  Champion de Belgique de poursuite débutants
  -  Champion de Belgique de course aux points débutants
  -  Champion de Belgique de l'américaine débutants (avec Fabio Van den Bossche)
  -  Champion de Belgique de keirin débutants
  -  Champion de Belgique de scratch débutants
  -  Champion de Belgique de l'omnium débutants
- 2015
  -  Champion de Belgique de vitesse débutants
  -  Champion de Belgique de poursuite débutants
  -  Champion de Belgique de keirin débutants
  -  Champion de Belgique de scratch débutants
  -  Champion de Belgique de l'omnium débutants
  -  Champion de Belgique de course à l'élimination débutants
- 2016
  -  Champion de Belgique de vitesse juniors
  -  Champion de Belgique de l'omnium juniors
- 2017
  -  Champion de Belgique de poursuite juniors
  -  Champion de Belgique de l'américaine juniors (avec Fabio Van den Bossche)
- 2018
  - 2e du kilomètre
  - 3e de l'américaine
- 2019
  -  Champion de Belgique du kilomètre

## Palmarès sur route
- 2016
  -  Champion de Belgique du contre-la-montre par équipes débutants